# 大田垣妙子
大田垣 妙子は（おおたがき たえこ）は、日本の洋裁師、ファッションデザイナー。NHKの連続テレビ小説「カーネーション」（2011年〜2012年）で、服飾考証・洋裁指導・衣裳制作を担当した。
京都府京都市生まれ。京田辺市在住。

## 経歴
- 母の経営するミキ洋装店（京都市）にて18年間手伝う。
- 阪神ファッション工芸専門学校（現大阪ファッションデザイン専門学校）において20年あまり教諭として従事。
- 2000年3月に阪神ファッション工芸専門学校を退職、ソワレモード研究所を主宰。
- 2005年、国際博覧会の協賛事業ファッションショーで、デザイナー森英恵より感謝状を授与される。
- 2011年3月〜2012年2月　NHKの連続テレビ小説「カーネーション」で、服飾考証・洋裁指導・衣裳制作に携わる。
- 文化服装学院卒業生。

## 受賞歴
- 日本デザイン文化協会のファッションショーで、大阪市長賞、朝日新聞社賞、毎日新聞社賞等を受賞。
- 大阪府商工会議所より、デザイン関係部門で功労賞を受賞。
- 全国生涯学習フェスティバルで、功労賞を受賞。
- 文化服装学院より生涯教育における服飾指導で、功労賞を受賞。